# 曼恩地区圣埃利耶
曼恩地区圣埃利耶（法語：Saint-Ellier-du-Maine，法語發音：[sɛ̃.t‿ɛlje dy mɛn]）是法国马耶讷省的一个市镇，属于马耶讷区。

## 地理
曼恩地区圣埃利耶（48°24'0"N, 1°2'49"W）面积17.49 平方千米，位于法国卢瓦尔河地区大区马耶讷省，该省份为法国西北部内陆省份，北起芒什省和奧恩省，西接伊勒-维莱讷省，南至曼恩-卢瓦尔省，东临萨尔特省。
与曼恩地区圣埃利耶接壤的市镇（或旧市镇、城区）包括：蓬曼、拉巴祖日迪代塞尔、朗代昂、勒洛鲁、拉尔尚、蒙托丹、菲泰河畔圣马尔。

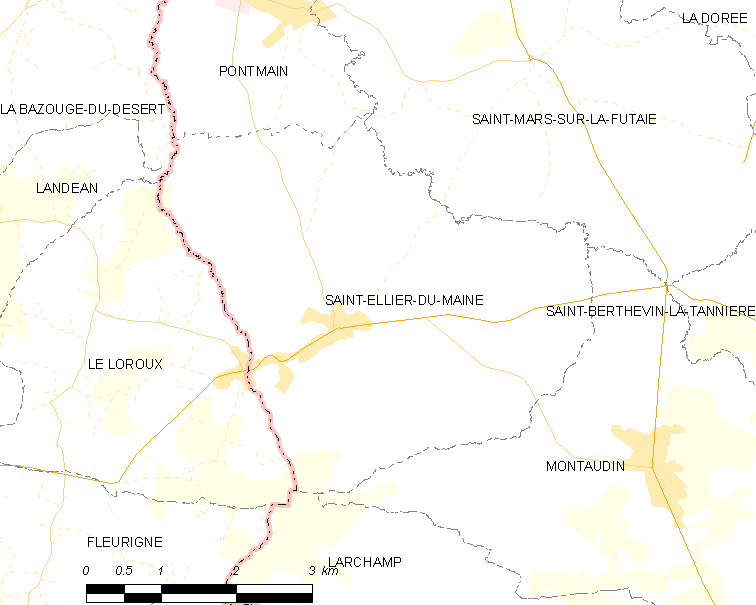
曼恩地区圣埃利耶的OSM定位图

曼恩地区圣埃利耶的时区为UTC+01:00、UTC+02:00（夏令时）。

## 行政
曼恩地区圣埃利耶的邮政编码为53220，INSEE市镇编码为53213。

## 政治
曼恩地区圣埃利耶所属的省级选区为戈龙县。

## 人口

1962-2008年间曼恩地区圣埃利耶人口变化图示

曼恩地区圣埃利耶于2022年1月1日时的人口数量为496人。